# Câu lạc bộ bóng đá An Giang
Câu lạc bộ bóng đá An Giang là một câu lạc bộ bóng đá Việt Nam có trụ sở ở thành phố Long Xuyên, tỉnh An Giang.

## Lịch sử
Đội bóng trực thuộc của sở Văn hóa-Thể thao-Du lịch tỉnh từng thi đấu ở giải đấu cao nhất Việt Nam ở thập niên 80, 90. Đội đã tham dự giải vô địch quốc gia ở các mùa giải 1980, 1982-1983, 1984, 1987, 1989, 1990, 1991, 1992, 1993-1994, 1995, 1996, đã có 1 lần vô địch các đội A1 phía Nam, 2 lần hạng nhì ở giải hạng nhất, 02 lần hạng ba ở giải vô địch quốc gia, 3 lần hạng ba Cúp quốc gia và 1 lần đại diện Việt Nam tham dự Cúp C2 châu Á và xuống hạng mùa giải 1997. Và kể từ mùa giải 1998 đội chính thức thi đấu ở giải hạng A1 và bóng đá An Giang bắt đầu thụt lùi. Tiếp đó, khó khăn về nguồn tài chính đã khiến các tuyến đào tạo bị ngắt quãng, manh mún. Năm 2000-2001 Đội đã xuống hạng Nhì cùng với Than Quảng Ninh. Đến năm 2003, An Giang mới lên lại hạng nhất và thành lập được CLB bóng đá quản lý tập trung toàn bộ các tuyến đào tạo. Năm 2005 là bước ngoặt xã hội hóa của bóng đá An Giang khi có sự tham gia tài trợ của doanh nghiệp. Năm 2008-2009, đội được sự tài trợ của tập đoàn An Đô Group. Ngày 6 tháng 12 năm 2011, đội chuyển sang mô hình chuyên nghiệp với đơn vị chủ quản là Công ty Cổ phần Bóng đá Hùng Vương An Giang với cổ đông chính là Tập đoàn hải sản Hùng Vương. Sau 16 năm thi đấu ở giải hạng Nhất (1997 – 2013), mùa giải năm 2013 đội bóng đá An Giang đã thi đấu thành công đạt thứ hạng ba, chính thức lên hạng thi đấu ở Giải bóng đá vô địch quốc gia 2014. Tuy nhiên, tại mùa giải 2014, đội bóng không thể trụ hạng. Sau mùa giải này, đội bóng chuyên nghiệp bị giải thể do Tập đoàn hải sản Hùng Vương không thực hiện đúng thỏa thuận.
Phiên hiệu đội bóng An Giang được trả về cho Trung tâm Bóng đá An Giang. Đội bóng đá An Giang được tái tổ chức lại vào năm 2015, khi đó Câu lạc bộ bắt đầu từ giải Hạng ba. Ở mùa giải đó, Câu lạc bộ đã thắng trận play-off cuối cùng trước PVF sau loạt sút luân lưu vào ngày 10 tháng 12 năm 2015 trên Sân vận động Tự Do để giành quyền lên hạng. Sau 3 năm chơi tại Giải Hạng Nhì, mùa giải 2018 An Giang đã giành suất thăng hạng tại Giải bóng đá hạng nhất quốc gia 2019. Nhưng đến năm 2022, An Giang do thiếu kinh phí nên 1 lần nữa bỏ hạng nhất nên đội bóng đã giải thể 1 lần nữa. Đội bóng được tái thành lập sau đó để tham dự Giải bóng đá Hạng Ba Quốc gia 2022.

## Trang phục thi đấu
| Giai đoạn | Hãng áo đấu | Nhà tài trợ in lên áo |
| --------- | ----------- | --------------------- |
| 2010-2014 | không có    | Hùng Vương-An Giang   |
| 2015-2019 | không có    | không có              |
| 2020-2021 | Egan        | không có              |

## Cầu thủ
Tính đến ngày 4 tháng 1 năm 2022.
Ghi chú: Quốc kỳ chỉ đội tuyển quốc gia được xác định rõ trong điều lệ tư cách FIFA. Các cầu thủ có thể giữ hơn một quốc tịch ngoài FIFA.
| Số | VT | Quốc gia | Cầu thủ              |
| -- | -- | -------- | -------------------- |
| 1  | TM | Việt Nam | Nguyễn Mạnh Cường    |
| 4  | HV | Việt Nam | Võ Nguyễn Phương Duy |
| 5  | HV | Việt Nam | Nguyễn Phan Thế Lam  |
| 6  | TV | Việt Nam | Võ Hoàng Uy          |
| 8  | TV | Việt Nam | Võ Đình Lâm          |
| 9  | TĐ | Việt Nam | Phạm Ngô Tấn Tài     |
| 10 | TĐ | Việt Nam | Hà Kiên Cường        |
| 11 | TV | Việt Nam | Nguyễn Văn Văn       |
| 12 | TV | Việt Nam | Lê Tuấn Anh          |
| 14 | TV | Việt Nam | Nguyễn Ngọc Sơn      |
| 16 | TĐ | Việt Nam | Nguyễn Văn Vinh      |
| 17 | TV | Việt Nam | Mai Lê Trung Kiên    |
| 19 | TV | Việt Nam | Trương Văn Dư        |

| Số | VT | Quốc gia | Cầu thủ          |
| -- | -- | -------- | ---------------- |
| 20 | TV | Việt Nam | Võ Văn Công      |
| 21 | HV | Việt Nam | Võ Văn Huy       |
| 22 | HV | Việt Nam | Nguyễn Cao Vỹ    |
| 23 | TV | Việt Nam | Radostin Nguyen  |
| 26 | HV | Việt Nam | Nguyễn Văn Trọng |
| 27 | HV | Việt Nam | Nguyễn Trí Tân   |
| 28 | TV | Việt Nam | Tống Văn Hợp     |
| 29 | HV | Việt Nam | Ngô Kim Long     |
| 30 | TM | Việt Nam | Phạm Hoàng Đang  |
| 31 | TM | Việt Nam | Đoàn Thanh Nhã   |
| 34 | TV | Việt Nam | Lê Hữu Phước     |
| 47 | TĐ | Việt Nam | Nguyễn Kim Nhật  |
| 66 | HV | Việt Nam | Nguyễn Hoàng Duy |
| 77 | HV | Việt Nam | Âu Dương Quân    |
| 99 | TĐ | Việt Nam | Dương Gia Bảo    |

## Huấn luyện viên
| Tên                 | Quốc tịch | Từ               | Tới              | Ghi chú |
| ------------------- | --------- | ---------------- | ---------------- | ------- |
| Phạm Huy Kỳ         | Việt Nam  | 1980             | 1981             |         |
| Từ Bá Nhẫn          | Việt Nam  | 1981             | 1984             |         |
| Lê Đình Chính       | Việt Nam  | 1984             | 1985             |         |
| Trần Ngọc Thái Tuấn | Việt Nam  | 1986             | 1986             |         |
| Lê Đình Chính       | Việt Nam  | 1986             | 1989             |         |
| Lưu Quốc Tân        | Việt Nam  | 1989             | 1991             |         |
| Trần Ngọc Thái Tuấn | Việt Nam  | 1991             | 1994             |         |
| Lưu Quốc Tân        | Việt Nam  | 1994             | 1995             |         |
| Dương Thiện Phúc    | Việt Nam  | 1996             | 1997             |         |
| Lê Thụy Hải         | Việt Nam  | 1999             | 1999             |         |
| Hồ Thu              | Việt Nam  | 2000             | 2001             |         |
| Trần Ngọc Thái Tuấn | Việt Nam  | 2002             | 2003             |         |
| Joachim Fickers     | Đức       | 2004             | 2005             |         |
| Nguyễn Châu Hồng    | Việt Nam  | 2004             | 2005             |         |
| Lưu Quốc Tân        | Việt Nam  | 2005             | 2005             |         |
| Nguyễn Kim Hằng     | Việt Nam  | 2005             | 2006             |         |
| Nhan Thiện Nhân     | Việt Nam  | 2006             | 2008             |         |
| Nguyễn Châu Hồng    | Việt Nam  | 2008             | 2008             |         |
| Châu Văn Trường     | Việt Nam  | 2008             | 2009             |         |
| Trần Văn Khoái      | Việt Nam  | 2009             | 2009             |         |
| Lưu Quốc Tân        | Việt Nam  | 2009             | 2009             |         |
| Nhan Thiện Nhân     | Việt Nam  | tháng 6 năm 2009 | tháng 7 năm 2014 |         |
| Trần Ngọc Thái Tuấn | Việt Nam  | tháng 8 năm 2014 | tháng 7 năm 2018 |         |
| Trịnh Văn Hậu       | Việt Nam  | tháng 8 năm 2018 | 2021             |         |
| Nguyễn Hồ Nhật Tiến | Việt Nam  | tháng 1 năm 2022 | hiện tại         |         |

## Thành tích thi đấu

### Quốc nội
| Thành tích của An Giang tại Giải vô địch bóng đá quốc gia | Thành tích của An Giang tại Giải vô địch bóng đá quốc gia | Thành tích của An Giang tại Giải vô địch bóng đá quốc gia | Thành tích của An Giang tại Giải vô địch bóng đá quốc gia | Thành tích của An Giang tại Giải vô địch bóng đá quốc gia | Thành tích của An Giang tại Giải vô địch bóng đá quốc gia | Thành tích của An Giang tại Giải vô địch bóng đá quốc gia | Thành tích của An Giang tại Giải vô địch bóng đá quốc gia | Thành tích của An Giang tại Giải vô địch bóng đá quốc gia |
| Năm                                                       | Thành tích                                                | Số trận                                                   | Thắng                                                     | Hòa                                                       | Thua                                                      | Bàn thắng                                                 | Bàn thua                                                  | Điểm số                                                   |
| --------------------------------------------------------- | --------------------------------------------------------- | --------------------------------------------------------- | --------------------------------------------------------- | --------------------------------------------------------- | --------------------------------------------------------- | --------------------------------------------------------- | --------------------------------------------------------- | --------------------------------------------------------- |
| Hạng nhất 2000-2001                                       | Thứ 11                                                    | 22                                                        | 4                                                         | 5                                                         | 13                                                        | 34                                                        | 59                                                        | 17                                                        |
| Hạng nhất 2003                                            | Thứ 8                                                     | 22                                                        | 6                                                         | 6                                                         | 10                                                        | 43                                                        | 36                                                        | 24                                                        |
| Hạng nhất 2004                                            | Thứ 9                                                     | 22                                                        | 5                                                         | 9                                                         | 8                                                         | -                                                         | -                                                         | 24                                                        |
| Hạng nhất 2005                                            | Thứ 9                                                     | 22                                                        | 5                                                         | 10                                                        | 7                                                         | 24                                                        | 24                                                        | 25                                                        |
| Hạng nhất 2006                                            | Thứ 5                                                     | 26                                                        | 9                                                         | 10                                                        | 7                                                         | 34                                                        | 31                                                        | 37                                                        |
| Hạng nhất 2007                                            | Thứ 3                                                     | 26                                                        | 13                                                        | 4                                                         | 9                                                         | 33                                                        | 22                                                        | 43                                                        |
| Hạng nhất 2008 (An Đô-An Giang)                           | Thứ 11                                                    | 26                                                        | 6                                                         | 9                                                         | 11                                                        | 26                                                        | 38                                                        | 27                                                        |
| Hạng nhất 2009 (An Đô-An Giang)                           | Thứ 11                                                    | 24                                                        | 6                                                         | 9                                                         | 9                                                         | 20                                                        | 31                                                        | 27                                                        |
| Hạng nhất 2010                                            | Thứ 4                                                     | 24                                                        | 11                                                        | 6                                                         | 7                                                         | 35                                                        | 28                                                        | 39                                                        |
| Hạng nhất 2011                                            | Thứ 5                                                     | 26                                                        | 11                                                        | 4                                                         | 11                                                        | 46                                                        | 46                                                        | 37                                                        |
| Hạng nhất 2012 (Hùng Vương An Giang)                      | Thứ 9                                                     | 26                                                        | 8                                                         | 8                                                         | 10                                                        | 30                                                        | 29                                                        | 32                                                        |
| Hạng nhất 2013 (Hùng Vương An Giang)                      | Thứ 3                                                     | 14                                                        | 7                                                         | 3                                                         | 4                                                         | 26                                                        | 22                                                        | 24                                                        |
| V.League 1 - 2014 (Hùng Vương An Giang)                   | Thứ 12                                                    | 23                                                        | 3                                                         | 3                                                         | 17                                                        | 22                                                        | 47                                                        | 12                                                        |
| Hạng ba 2015                                              | Thứ 3                                                     | 3                                                         | 2                                                         | 1                                                         | 2                                                         | 4                                                         | 4                                                         | 6                                                         |
| Hạng nhì 2016                                             | Thứ 3                                                     | 12                                                        | 6                                                         | 4                                                         | 2                                                         | 11                                                        | 6                                                         | 22                                                        |
| Hạng nhì 2017                                             | Thứ 9                                                     | 14                                                        | 5                                                         | 4                                                         | 5                                                         | 19                                                        | 12                                                        | 19                                                        |
| Hạng nhì 2018                                             | Thứ 2                                                     | 10                                                        | 8                                                         | 1                                                         | 2                                                         | 22                                                        | 11                                                        | 25                                                        |
| V.League 2 – 2019                                         | Thứ 4                                                     | 22                                                        | 9                                                         | 6                                                         | 7                                                         | 32                                                        | 27                                                        | 33                                                        |
| V.League 2 – 2020                                         | Thứ 6                                                     | 16                                                        | 4                                                         | 5                                                         | 7                                                         | 16                                                        | 20                                                        | 17                                                        |
| V.League 2 – 2021                                         |                                                           |                                                           |                                                           |                                                           |                                                           |                                                           |                                                           |                                                           |

### Quốc tế
| Mùa giải | Giải đấu      | Vòng   | Đối thủ  | Sân nhà | Sân khách |
| -------- | ------------- | ------ | -------- | ------- | --------- |
| 1995     | Cúp C2 châu Á | Vòng 1 | Sabah FA | 1–0     | 0–3       |

## Danh hiệu

### Giải Quốc gia
- V.League 1:

 Hạng ba : 1987–88
- V.League 2:

 Hạng ba : 2007, 2013
Champion League
🥇Hạng nhất : 1951,1952

### Châu lục
- Cúp các câu lạc bộ đoạt cúp bóng đá quốc gia châu Á: 1 lần

1995–96: Vòng 1

## Biểu trưng của câu lạc bộ

Từ 2010-2014
Từ 2015 đến nay